# Stanisław Jaskułka
Stanisław Jaskułka (* 25. August 1958 in Puck) ist ein ehemaliger polnischer Leichtathlet, der sich auf den Weitsprung spezialisiert hat. Seinen größten sportlichen Erfolg feierte er mit dem Gewinn der Bronzemedaille bei den Halleneuropameisterschaften 1980 in Sindelfingen.

## Sportliche Laufbahn
Erste internationale Erfahrungen sammelte Stanisław Jaskułka vermutlich im Jahr 1975, als er bei den Junioreneuropameisterschaften in Athen mit einer Weite von 7,70 m den neunten Platz belegte. 1977 belegte er bei den Halleneuropameisterschaften in Donostia / San Sebastián mit 7,58 m den vierten Platz und siegte im August mit 7,77 m bei den Junioreneuropameisterschaften in Donezk. Im Jahr darauf belegte er bei den Europameisterschaften in Prag mit 7,60 m den zehnten Platz und 1979 belegte er bei der Sommer-Universiade in Mexiko-Stadt mit 7,58 m den achten Platz. Im Jahr darauf gewann er bei den Halleneuropameisterschaften in Sindelfingen mit 7,85 m die Bronzemedaille hinter dem Westdeutschen Winfried Klepsch und Nenad Stekić aus Jugoslawien. Im Sommer erreichte er bei den Olympischen Sommerspielen in Moskau das Finale und klassierte sich dort mit 8,13 m auf dem fünften Platz. 1981 erreichte er bei den Studentenweltspielen in Bukarest mit 7,74 m Rang acht und im Jahr darauf schied er bei den Europameisterschaften in Athen mit 7,74 m in der Qualifikationsrunde aus. 1985 gewann er bei der Sommer-Universiade in Kōbe mit 7,99 m die Bronzemedaille hinter dem Kubaner Jaime Jefferson und Robert Emmijan aus der Sowjetunion. Im Jahr darauf belegte er bei den Europameisterschaften in Stuttgart mit 7,85 m den fünften Platz und 1987 brachte er bei den Weltmeisterschaften in Rom in der Vorrunde keinen gültigen Versuch zustande. Daraufhin trat er nicht mehr international in Erscheinung.
In den Jahren von 1980 bis 1982 sowie 1984 und 1986 wurde Jaskułka polnischer Meister im Weitsprung im Freien sowie 1977 und 1979, 1981, 1985 und 1989 in der Halle.